# 欽任涅
12°49′S 14°56′E / 12.817°S 14.933°E
欽任涅（葡萄牙語：Chinjenje），是個位於安哥拉中部的城鎮，由萬博省負責管轄，處於烏庫馬以西，面積800平方公里，2006年該城鎮人口9,132，人口密度每平方公里11人。